# Belmez
Belmez è un comune spagnolo di 2 818 abitanti situato nella comunità autonoma dell'Andalusia.
Belmez è nota per le sue vecchie miniere di carbone, che sono state in funzione per molti anni e hanno costituito la principale fonte di sfruttamento del villaggio. Per questo motivo nel 1924 venne creata la Scuola Pratica per Minatori. Attualmente è diventata una scuola politecnica che forma ingegneri civili, ingegneri delle risorse energetiche e ingegneri minerari.

## Storia
L'insediamento emerse dopo la Reconquista attorno a un castello preesistente su una collina. Costituì un'unità amministrativa con la vicina Fuente Obejuna fino al 1250, anno in cui fu divisa.
Dalla metà del XIX secolo, l'attività mineraria è stata il principale motore economico di Belmez. Aziende come la "Sociedad Hullera y Metalúrgica de Belmez" si stabilirono nella zona per sfruttare i giacimenti circostanti. Le attività di quest'ultima furono oscurate dalla Sociedad Minera y Metalúrgica de Peñarroya (SMMP), che era diventata l'azienda dominante alla fine del XIX secolo.
Lo sviluppo dell'attività mineraria portò a un aumento della popolazione, che superò i 10.000 abitanti negli anni '70 del XIX secolo. Diverse linee ferroviarie furono costruite per facilitare l'esportazione del carbone estratto verso altre zone. La prima di queste fu la linea Almorchón-Belmez, inaugurata nel 1868. Belmez divenne un importante centro ferroviario con diverse stazioni. Dalla metà del XX secolo in poi, l'attività mineraria diminuì, segnando il declino economico della zona.